# ヒップ・ヒップ・フーレイ
ヒップ・ヒップ・フーレイ（英: Hip hip hoorayもしくは Hippity hip horray. hooray は hoorah, hurrah, hurray などとも綴ったり、発音される）は、イギリス連邦を中心とした英語圏かそれに準じる地域で、何かもしくは誰かに喝采を送ることである。

## 概要
一人で行う場合は間投詞、複数人で行う場合は掛け合いの形となる。
喝采として行う場合は、まず一人が "Three cheers for ...[someone or something]"（より古風には"Three times three"）と掛け声をかけて始まる。続いて "hip hip"（古風には"hip hip hip"）と呼びかけ、他の者がそれに "hooray" と返すのを3回繰り返す。

## 歴史
イングランドにおける乾杯の発声である、とする19世紀初頭の記録がある。それに先立つ18世紀の辞書では、見出し語 "Hip" は会衆の注意を惹くための語で、1790年の事例を引いて繰り返し言うものとある。"Hip-hip" は19世紀初頭、おそらく1806年以降に、乾杯や歓声を上げる際の呼びかけの語として辞書に追加された。1813年までには、現在の "hip-hip-hurrah" という形に落ち着いたとされる。
従来、"hip" という語は、中世ラテン語の "Hierosolyma Est Perdita"（英語では "Jerusalem is lost"、「エレサレムが陥落した」の意）のアクロニムに由来するとされていた。
"Hep Hep" という語はドイツで1819年8月から10月まで続いたヘップヘップ暴動で暴徒らが鬨の声として叫んだことで悪名高いが、コーネル大学のマイケル・フォンテインはこれを語源とすることに異論を唱え、語源とする説は暴動の数週間後にあたる1819年8月28日付のイングランドの新聞に引用された手紙にまで遡るとしたうえで、その手紙自体には根拠がなく、アクロニムとする説は「折句じみた解釈で、事実に基づくものではない」と結論した。リッチー・ロバートソンも、ヤーコプ・カッツの著書を引いて、アクロニムだとする「民間語源」は誤りだとして異を唱えている。
"Hurrah" の語源は、モンゴル人の鬨 "Hooray" をヨーロッパ人が互いを鼓舞する勇猛さを表す句として取り入れたものだとする説があり、Jack Weatherfordの著書『Genghis Khan and the Making of the Modern World』で開陳されている。